# Valleberga distrikt
Valleberga distrikt är ett distrikt i Ystads kommun och Skåne län. 
Distriktet ligger vid kusten öster om Ystad. 

## Tidigare administrativ tillhörighet
Distriktet inrättades 2016 och utgörs av socknen Valleberga i Ystads kommun.
Området motsvarar den omfattning Valleberga församling hade 1999/2000.